# Fengxiang
För andra betydelser, se Fengxiang (olika betydelser).
Fengxiang, tidigare romaniserat Fengsiang, är ett härad som lyder under Baojis stad på prefekturnivå i Shaanxi-provinsen i norra Kina.
Under Vår- och höstperioden hette staden Yong (雍) och var från 677 f.Kr. till ca 383 f.Kr. huvudstad för riket Qin. Under Tangdynastin (618–907) var staden en av flera sekundära huvudstäder och hette då Xidu (西都) "Västra huvudstaden".